# O Baile
Le bal (prt/bra: O Baile) é um filme de 1983 produzido pela França, Argélia e Itália, uma comédia musical dirigida por Ettore Scola. O filme é uma adaptação do espectáculo que o Théatre du Campagnol tinha montado em Paris, com encenação de Jean-Claude Penchenat.

## Sinopse
Sem diálogos, o filme conta parte da história da França, da década de 1930 à década de 1980, a partir dos personagens reunidos em um salão de dança. Através das recordações das pessoas, da música e da dança, o filme traça um panorama da evolução do país, da ocupação nazista ao surgimento do rock'n'roll.

## Elenco
(Actores do grupo de Théatre du Campagnol)
- Étienne Guichard .... o jovem professor
- Régis Bouquet .... o patrão do salão
- Francesco De Rosa .... Toni, o jovem empregado
- Arnault LeCarpentier .... o jovem tipógrafo
- Liliane Delval .... o alcoólatra
- Martine Chauvin....a jovem florista
- Marc Berman .... o colaboracionista

## Principais prêmios e indicações
Oscar 1984 (EUA)
- Indicado na categoria de melhor filme estrangeiro (representando a Argélia).

Festival de Berlim 1984 (Alemanha)
- Recebeu o prêmio dos leitores do jornal Berliner Morgenpost
- Ettore Scola recebeu o Urso de Prata.
- Indicado ao Urso de Ouro.

Prêmio César 1984 (França)
- Venceu nas categorias de melhor diretor, de melhor filme francês (com À nos amours) e melhor música.
- Indicado na categoria de melhor fotografia (Ricardo Aronovich).

David di Donatello 1984 (Itália)
- Venceu nas categorias de melhor filme (com E la nave va), melhor diretor, melhor edição e melhor música.